# Карнівал Роу
«Карнівал Роу» (англ. Carnival Row) — американський фентезійний телесеріал, творцями якого виступають Рене Ечеваррія і Тревіс Бічем. Головні ролі виконують Орландо Блум і Кара Делевінь. Прем'єра першого сезону відбулася на Amazon Prime 30 серпня 2019 року.
27 липня 2019 року стало відомо, що Amazon продовжив серіал на другий сезон. Спочатку вихід нового сезону прогнозували на літо 2021 року, проте через затримку у зйомках дата прем'єри не визначена. 7 листопада 2022 року було оголошено що телесеріал закінчиться після другого сезону прем'єра якого відбудеться 17 лютого 2023 року.

## Сюжет
«Карнівал Роу» розповідає про міфічних істот, які залишили роздерту війною батьківщину і осіли в місті, де люди не особливо раді іммігрантам. У центрі сюжету — розслідування серії таємничих вбивств, які можуть похитнути і без того тендітне перемир'я.

## В ролях

### Основний склад
- Орландо Блум — Райкрофт Філострат (Філо), інспектор поліції Бурге. Ветеран війни. До невдоволення багатьох своїх колег симпатизує нелюдам.
- Кара Делевінь — Віньєт Стоунмосс, фея і кохана Філо, якого довгий час вважала загиблим.
- Саймон Макберні — Раньон Міллуорті, вуличний артист та керівник трупи кобольдів.
- Тамзін Мерчант — Імоджен Спернроуз, сестра Езри, яка звикла до розкішного способу життя.
- Ендрю Гауер — Езра Спернроуз, брат Імоджен, якого вона звинувачує у розтраті спадку, залишеного їх батьком.
- Девід Гясі — Агреус Астрайон, багатий фавн, якого ігнорує вище суспільство Бурге за його зовнішність та походження.
- Карла Кром — Турмалін Лару, фея, краща подруга Віньєт, що працює повією.
- Джаред Харріс — Абсалом Брейкспір, канцлер Республіки Бурге.
- Індіра Варма — Пайеті Брейкспір, дружина Абсалома.
- Арті Фрушан — Іона Брейкспір, син Абсалома і Пайеті.

### Другорядний склад
- Керолайн Форд — Софі Лонгербейн, дочка Ріттера Лонгербейна, політичного суперника Абсалома.
- Еліс Кріге — Айофе Цигані, гаруспіка, власниця магічною лавки, служить Пайеті Брейкспір.
- Еріон Бакаре — Даріус Сайкс, старий армійський друг Філо і колишній солдат армії Бурге. Утримується у в'язниці. Під час війни був укушений вовком-перевертнем і став одним з них.
- Мейв Дермоді — Порша Файф, квартирна господиня Філо, романтичні посягання якої він регулярно відкидає.
- Джемі Харріс — сержант Домбі, констебль, відчуває расистські упередження стосовно до фей і зневажає Філо за співчуття нелюдам.
- Вадж Алі — констебль Бервік, напарник Філо.
- Джеймс Бомонт — констебль Каппінз, колега Філо.
- Трейсі Вілкінсон — Афісса, фавн, покоївка і куховарка Спернроузів.
- Анна Раст — Флері, повія в борделі Мойри.
- Марк Льюіс Джонс — магістрат Флют, головний констебль Бурге, який регулярно свариться з Філо через його турботу про благополуччя фей.
- Ліенн Бест — мадам Мойра, господиня борделя The Tetterby на Карнівал Роу.
- Тео Барклем-Біггс — Кабан, лідер таємного товариства фавнів.
- Ронан Вайберт — Ріттер Лонгербейн, лідер опозиції, головний політичний противник Абсалома Брейкспіра, прихильник обмеження прав нелюдів.
- Хлоя Піррі — Далія, безжалісний лідер угруповання «Чорний ворон».
- Іен Ханмор — Торн, заступник директора сирітського притулку.
- Скотт Рід — Куїльям («Куїл»), фавн, лакей Іони, який після несправедливого звільнення канцлером знайомиться з Кабалом і звертається до радикалізму.
- Шинід Фелпс — Дженіла, покоївка Софі Лонгербейн.
- Джим Хай — слуга в будинку містера Агреуса.
- Еріка Старкова — Ешлінг Керель, фея, мати Філо і колись знаменита співачка.

## Епізоди
| Сезон | Епізоди | Епізоди | Оригінальний випуск | Оригінальний випуск |
| Сезон | Епізоди | Епізоди | Перший випуск       | Останній випуск     |
| ----- | ------- | ------- | ------------------- | ------------------- |
| 1     | 8       | 8       | 30 серпня 2019      | 30 серпня 2019      |
| 2     | 10      | 10      | 17 лютого 2023      | 17 березня 2023     |

## Список серій

### Сезон 1 (2019)
| № серії (загалом) | № серії (в сезоні) | Назва серії                    | Режисер(и)                     | Сценарист(и)                                       | Оригінальна дата виходу |
| --- | ------------------ | ------------------------------ | ------------------------------ | -------------------------------------------------- | ----------------------- |
| 1 | 1                  | «Some Dark God Wakes»          | Thor Freudenthal               | Шаблон:StoryTeleplay                               | 30 серпня 2019          |
| Віньєтта Стоунмосс рятується від солдатів Пакту на кораблі разом з іншими фейрі, яким вона допомогла втекти з окупованої Пактом землі фейрі. Шторм на морі залишає Віньєтку єдиною, хто вижив. Корабель належав Езрі Спарнроузу, який живе зі своєю сестрою Імоджен в одному з багатих районів Бурґу. Втративши значний прибуток під час корабельної аварії, він розраховує на те, що Віньєтта буде працювати покоївкою в Імоджен. Віньєтка вирушає за дорученням на Карнавал-Роу, де зустрічає свою давню подругу Турмалін, яка тепер працює повією, і дізнається, що коханий Віньєтки Філо досі живий. Тепер інспектор поліції, який розслідує насильницькі напади на фейрі, Філо розуміє, що підозрюваний - моряк. Він намагається зловити нападника, але той, перед тим як покінчити життя самогубством, попереджає його, що під містом прокинувся "темний бог". Віньєтка каже Філо, що знає, що він живий. Імоджен та Езра шоковані, коли дізнаються, що їхнім новим сусідом є фавн на ім'я Агреус. Авессалом Зламаний Спис, канцлер міста, стикається з сильною опозицією свого суперника Лонгербейна. Він та його дружина Пітіті обговорюють свого сина Іону, якого він застерігає від відвідування Карнавального ряду. |                    |                                |                                |                                                    |                         |
| 2 | 2                  | «Aisling»                      | Thor Freudenthal               | René Echevarria                                    | 30 серпня 2019          |
| Біля каналізації вбито фейрі на ім'я Ейслінг. Філо дізнається, що Айслінг була співачкою, яка стала падальницею, і просить фейрі-різника провести розтин, щоб дати можливість жриці фейрі здійснити останній обряд. Імоджен зустрічає Агреуса, але відкидає його залицяння. П'яний Езра намагається зґвалтувати Віньєтку, і вона нападає на нього з метою самозахисту; Езра подає заяву в поліцію, звинувачуючи її в крадіжці. Філо чує це і купує у нього контракт Віньєтки. Езра каже Імоджен, що їхнє фінансове становище нестабільне, і він планує віддати будинок під заставу банку, щоб придбати новий корабель. Імоджен має власні плани і пише Агрею, відповідаючи йому взаємністю на його зацікавленість. Віньєтка приєднується до Чорного Ворона, повстанської групи фейрі, що займається контрабандою, і отримує завдання викрасти прапор зі штаб-квартири поліції. Їй це вдається, і вона шантажує Філо, щоб той дозволив їй втекти. Філо зустрічає Даріуса, старого армійського друга, який зараз перебуває у в'язниці. Іону викрадають під час відвідин Турмаліну. Не вимагаючи викупу, Пієтет пропонує звернутися до відьми, яка приносить в жертву домашнього ведмедика Авесалома, Баррі, і каже йому, що Лонгербейн викрав його сина. З'ясовується, що за викраденням стоїть Пітіті, яка просить відьму, віддану слугу своєї сім'ї, збрехати.    |                    |                                |                                |                                                    |                         |
| 3 | 3                  | «Kingdoms of the Moon»         | Anna Foerster                  | Travis Beacham                                     | 30 серпня 2019          |
| Флешбек показує, що Філо і Даріус були солдатами бургундської армії, які окупували село фейрі біля телеграфна лінія. Посланий з'ясувати, чи становлять фейрі загрозу, Філо знаходить бібліотеку, яку охороняє Віньєтта, що погрожує йому мовчати, і отримує наказ від Міми пильно стежити за ним. Віньєтка допомагає бургундцям прокласти телеграфну лінію через яр, де на них нападають солдати Пакту, які за допомогою ін'єкцій перетворюються на марроків (різновид людей-вовків). Дарія кусають, перетворюючи на маррока, що Філо обіцяє зберегти в таємниці. Турмалін та інші фейрі шукають притулку в селі, коли на їхній дім нападає Пакт. Турмалін розмовляє з Віньєттою, своїм колишнім коханим, і запитує, які плани у Віньєтти з Філо після війни. Віньєтка запитує Філо про їхнє майбутнє, і він розповідає, що він напівкровний сирота, якому в дитинстві відрізали крила, щоб перетворити його на чоловіка. Приходить звістка, що Бург наказав своїм військам розходитися по домівках. Пакт нападає на село, і Філо просить Міму сказати Віньєтті, що він загинув, щоб захистити її. У теперішньому часі Віньєтка каже Філо, що збереже його таємницю, але їхньому коханню прийшов кінець. |                    |                                |                                |                                                    |                         |
| 4 | 4                  | «The Joining of Unlike Things» | Thor Freudenthal Anna Foerster | Travis Beacham & Marc Guggenheim and Peter Cameron | 30 серпня 2019          |
| Фінча, директора колишнього дитячого будинку Філо і його прийомного батька, вбито. Філо зустрічається з убивцею в каналізації, виявивши, що той залишив сліди фавна і троу. Жриця пояснює Філо, що ця істота може бути Даркашером, големом, оживленим з різних трупів за допомогою темної магії. Щоб довести цю теорію, Філо просить відьму створити пов'язаного з ним Даркашера, для чого вона має зґвалтувати його в образі Віньєтки, щоб зібрати його насіння. Збентежений Авесалом погоджується з Пітіті взяти Лонгербейна під варту, доки той не зізнається у викраденні їхнього сина. Агреус погоджується підтримати Імоджен, якщо вона допоможе йому здобути визнання серед однолітків. Підозрюючи, що Віньєтка - інформатор, Жоржина наказує їй знайти справжнього інформатора або померти. Турмалін змушує Філо розповісти, що інформатором є Гамлін, який розповідає Філо, що мертвий член Чорного Ворона на ім'я Рен був найнятий, щоб викопати кілька тіл. Побачивши Лонгербейна на порозі смерті, Пієтет отруює його, розповідаючи Авесалому, де шукати Іону. Віньєтка нападає на Гамліна, але той перемагає її, і Філо застрелює його. Жоржина просуває Віньєтку на місце Гамліна, принісши їй своє крило. Йону повертають до Авесалома, але він впізнає звук кроків Пітіті з полону. Філо запрошує на побачення свою домовласницю Порцію.          |                    |                                |                                |                                                    |                         |
| 5 | 5                  | «Grieve No More»               | Andy Goddard                   | Ian Deitchman and Kristin Robinson                 | 30 серпня 2019          |
| Оскільки Даркашера не можна вбити, поки живий його господар, Філо шукає його творця. Попри заперечення Езри, Імоджен запрошує Агреуса на чаювання до своїх друзів, що виявляється принизливим для нього, коли він наполягає на тому, щоб до нього ставилися як до рівного. Коли Агреус готується йти, Езра проковтує свою гордість і дозволяє йому залишитися. Після цього Агреус дає йому чек. Філо повертається до сиротинця, повертаючись до болючих спогадів, і зустрічається з помічником директора, який розповідає, що Фінч регулярно їздив до Теттербі, щоб поспілкуватися. Амбітна донька Лонгербейна, Софі, обіймає його посаду і заявляє, що виступає проти співіснування з фейрі. Захоплений нею, Джона віддаляється від своєї родини. Виконавців кобольдів Руньйона хапає поліція і депортує як незареєстрованих домашніх тварин. Філо дізнається правду від мадам Мойри: Фінч був у гомосексуальні таємні стосунки з поліцейським коронером Моранжем, який зізнається, що Фінч знав Ейслінг у молоді роки, і Філо робить висновок, що Ейслінг була його матір'ю. Тієї ж ночі Моранжа вбиває Даркашер у власному будинку. Колишній лакей Іони Квілл приєднується до таємного товариства "Шайби" після того, як їхній лідер Кабал дає йому почитати книгу.                                                                                            |                    |                                |                                |                                                    |                         |
| 6 | 6                  | «Unaccompanied Fae»            | Andy Goddard                   | Stephanie K. Smith                                 | 30 серпня 2019          |
| Колеги Філо стають підозрілими, оскільки він, здається, не робить жодного прогресу у своїй справі. Йона знайомиться з Софі і дізнається, що вона ненавидить політику свого батька, але не може дозволити собі відштовхнути його прихильників. Вона каже йому, що вони дуже схожі, але він все ще перебуває під каблуком у своїх батьків. Філо розповідає Порції, що він напівкровний, і вона розриває їхні стосунки та виганяє його геть. Віньєтка дізнається, що її бібліотека виставлена в бургундському музеї. Розлючена, вона чіпляється до відвідувачів, і її заарештовують за незаконне проникнення. Під час процесії Квілл стає свідком побиття свого товариша Пака жорстоким бригадиром, що Кабала пропонує як доказ того, що люди ніколи не приймуть фейрі. Імоджен супроводжує Агреуса на благодійному аукціоні, де він вражає її своєю дотепністю і принижує гордовиту пару, яка її ображає. Констебль Домбі змушує Порцію розкрити таємницю Філо. Бервік намагається пояснити теорію Філо про Даркашера, яку, на думку Домбі та судді, Філо вигадав, щоб приховати вбивства. Руньйон розповідає Філо, що покійний містер Спарнроуз, шанувальник Ейслінг, дозволив їй залишитися в його будинку, щоб вона могла безпечно народити. Філо заарештовує поліція.                                                                                           |                    |                                |                                |                                                    |                         |
| 7 | 7                  | «The World to Come»            | Jon Amiel                      | Шаблон:StoryTeleplay                               | 30 серпня 2019          |
| Домбі сподівається, що Філо вб'ють в'язні-люди. Віньєтка попереджає його, і він дає їм відсіч. Відьма попереджає Піті, що скоро помре і що поліція затримала не ту людину. Охоплена почуттям провини, Порція розповідає поліції, що збрехала про Філо. Суддя пропонує звільнити Філо, якщо той присягнеться, що він чоловік, але Філо зізнається, що він наполовину фейрі. Домбі планує вбити Філо до суду. Руньйон, найнятий наставником Іони, лає його за відсутність мети, що змушує Іону прийняти пропозицію Софі відсторонити батька від влади. Розлючений тим, що батько прихистив Ейслінг, Езра каже Імоджен, що Агреус відкине її. Вона відвідує Агреуса, де вони зізнаються у своїх почуттях і займаються сексом. Кабал приймає Квіла до свого товариства, змусивши його вбити майстра. Філо і Віньєтка примиряються і розуміють, що вбивця - батько Філо, який хоче позбутися свого напівкровного сина і вбиває близьких йому людей, щоб дізнатися його особистість. Філо виводить з камери Домбі, якого Бервік попередив про його плани. Замість того, щоб бути вбитим, Філо відвозять у сільський маєток, де він зустрічається зі своїм біологічним батьком: Авесаломом. |                    |                                |                                |                                                    |                         |
| 8 | 8                  | «The Gloaming»                 | Jon Amiel                      | Travis Beacham                                     | 30 серпня 2019          |
| Авесалом готується вбити Філо, поки син не переконає його, що той не вбивав Ейслінг. Обмінявшись історіями, Авессалом обіцяє звільнити Віньєтку, але переодягнений Квілл заколює його в кабінеті. Пітіті відкриває Іоні, що Софі - його зведена сестра від її роману з Ріттером, і Іона розуміє, що батько завжди підозрював, що він не є його біологічним сином. Заставши Агреуса та Імоджен у ліжку, Езра намагається застрелити Агреуса, який б'є його. Пітіті душить чоловіка і перевіряє його печінку, дізнавшись про існування Віньєтки. Відьму вбивають, попереджаючи Філо, що Віньєтка в небезпеці. Пієтет посилає Даркашера вбити Філо, але Віньєтта звільняється і штрикає Пієтета ножицями, вбиваючи її та її чудовисько. Оскільки тіло його матері так і не було знайдено, Іона бере на себе роль виконуючого обов'язки ректора, а Руньйон стає його головним радником, і робить висновок, що Софі відповідальна за шантаж, переконуючи Пієті, що Філо, а не він, призначений для величі. Тим не менш, Йона укладає союз із Софі. Агреус та Імоген беруть корабель Агреуса, щоб знайти новий дім. У світлі повстань Іона створює гетто для фейрі, забороняючи їм залишати Бург і спілкуватися з людьми, де Флері застрелили за спробу втечі з готелю "Теттербі". Прийнявши свою спадщину фейрі, Філо приєднується до Віньєтки та інших фейрі в гетто. |                    |                                |                                |                                                    |                         |

### Сезон 2 (2023)
| № серії (загалом) | № серії (в сезоні) | Назва серії                 | Режисер(и)      | Сценарист(и)                      | Оригінальна дата виходу |
| ----------------- | ------------------ | --------------------------- | --------------- | --------------------------------- | ----------------------- |
| 9                 | 1                  | «Бийся або тікай»           | Тор Фройденталь | Шаблон:StoryTeleplay              | 17 лютого 2023          |
| 10                | 2                  | «Новий світанок»            | Тор Фройденталь | Сара Берд                         | 17 лютого 2023          |
| 11                | 3                  | «Рука мученика»             | Венді Стенцлер  | Веслі Стрік                       | 24 лютого 2023          |
| 12                | 4                  | «Недоброзичливість Воронів» | Венді Стенцлер  | Ділан Галлахер та Матея Божичевич | 24 лютого 2023          |
| 13                | 5                  | «Reckoning»                 | Джуліан Холмс   | Дешева Лотія                      | 3 березня 2023          |
| 14                | 6                  | «Original Sins»             | Джуліан Холмс   | Джим Данн                         | 3 березня 2023          |
| 15                | 7                  | «Kindred»                   | Енді Ґоддард    | Буде визначено                    | 10 березня 2023         |
| 16                | 8                  | «Facta Non Verba»           | Енді Ґоддард    | Буде визначено                    | 10 березня 2023         |
| 17                | 9                  | «Battle Lines»              | Джуліан Холмс   | Буде визначено                    | 17 березня 2023         |
| 18                | 10                 | «Carnival Row»              | Енді Ґоддард    | Буде визначено                    | 17 березня 2023         |

## Виробництво

### Розробка
8 січня 2015 року стало відомо про те, що компанія Amazon займається розробкою серіалу «Карнівал Роу», який базується на сценарії художнього фільму «Вбивство на Карнівал Роу», написаного Трвевісом Бічемом. Одним з сценаристів серіалу, а також виконавчим продюсером і режисером повинен був стати Гільєрмо дель Торо. Amazon замовив сценарії трьох серій, які повинні були спільно написати дель Торо, Тревіс Бічем і Рене Ечеваррія. Очікувалося, що, якщо серіал буде запущений у виробництво, дель Торо стане режисером першого епізоду. 6 червня 2016 року було оголошено, що Amazon замовив пілотну серію з участю раніше оголошеної творчої групи.
10 травня 2017 року Amazon зробив замовлення на 8 серій. Шоуранером серіалу був призначений Ечеваррія, який поряд з Бічемом також виступає в ролі виконавчого продюсера. Повідомлялося також, що крісло режисера може зайняти Пол Макгіган. До цього моменту дель Торо покинув проєкт, бо графік зйомок художніх фільмів не дозволяв йому залишатися на посаді виконавчого продюсера. 10 листопада 2017 року було оголошено, що режисером замість Макгігана стане Джон Еміел.
У липні 2019 року Amazon продовжив серіал на другий сезон.
У листопаді 2022 року Amazon оголосив, що другий сезон стане останнім.